# Эрбан, Карел (филолог)
Карел Эрбан (чеш. Karel Erban; 17 января 1901, Студенец — 19 февраля 1982, Ческе-Будеёвице) — чешский филолог, учитель и поэт.

## Биография
|                                                       | чеш. Moji předkové byli tkalci, rolníci a formané, a třebaže jsem se těmto rodovým tradicím na hony vzdálil, zůstala mi po nich jejich poezie, vůně režného plátna, formanský vůz s lucernou na líšni a s dalekými světy a dobrodružstvími (můj praděd jezdíval v době formanské slávy až do Brna a do Vídně), rodné brázdy v šíř i v dál a království pastýřů na konci léta. |  | Моими предками были ткачи, крестьяне и перевозчики, и хотя я отошёл от этих наследственных традиций, их поэзии, запаха сырого льна, повозки с фонарём на лисах и далёкие миры и приключения (мой прадед путешествовал вплоть до Брно и Вены в те славные времена) оставили след за пределами королевства пастухов в конце лета. |  |
| Из мемориальной книги Карла Эрбана «Старый календарь» | |  | |  |

Карел Эрбан был самым младшим из трёх детей, родился 17 января 1901 года в Студенеце в Крконоше в сельскохозяйственной семье. Учился в шестиклассной начальной школе в Студенце. После окончания гимназии в Йилемнице он изучал чешский, немецкий — на факультете искусств Карлова университета в Праге в 1922—1927 гг. Его профессорами были Отакар Фишер, Франтишек Ксавер Шалда и Эмиль Сметанка. После этого он преподавал одиннадцать лет в настоящей гимназии в Зволене, а с 1938 года жил в Ческе-Будеёвице.
В 1938–1952 годах Карел Эрбан работал профессором средней школы в гимназии им. И. В. Йирска (среди его учеников был и Верослав Мертль, и Милослав Влк), с 1952 по 1972 год он работал доцентом в Ческе-Будеёвицком отделении педагогического факультета Карлова университета, который впоследствии стал педагогическим колледжем, или Педагогическим институтом с педагогическим факультетом в Ческе-Будеёвице. Зденька Бездекова была заведующим кафедрой филологии и его коллегой в то время, а сам Карел Эрбан был женат на профессоре средней школы Марии Эрбан (уроженкой Йироунковой).
В дополнение к своей дочери Камиле, его сын, Либор Эрбан (1944—2002), был известным южно-чешским архитектором, сценографом и графическим дизайнером; внуки Мартин Чех (* 1968) — переводчик, писатель и философ и Вит Эрбан (* 1974) — культуролог, романист и эссеист.
Карел Эрбан начал публиковать свои стихи в 1919 году и, особенно в 1920-х и первой половине 1930-х годов, он публиковал в основном свои литературные произведения в книгах и журналах. В эти годы на него оказали сильное влияние его дружба с Якубом Демлем и Милошем Дворжаком, а также Отокар Фишер.
В 1930—1940-е годы издательская деятельность сместилась в область чешской филологии. Со второй половины 1950-х годов он был более или менее молчалив, почти исключительно посвятив себя обучению, самостоятельной работе и случайным письмам для собственного использования. Из-за углубляющейся католической духовности это уединение носило характер внутреннего изгнания, особенно с 1970-х годов.
Карел Эрбан умер 19 февраля 1982 года в Ческе-Будеёвице, похоронен в Младе.

## Работа

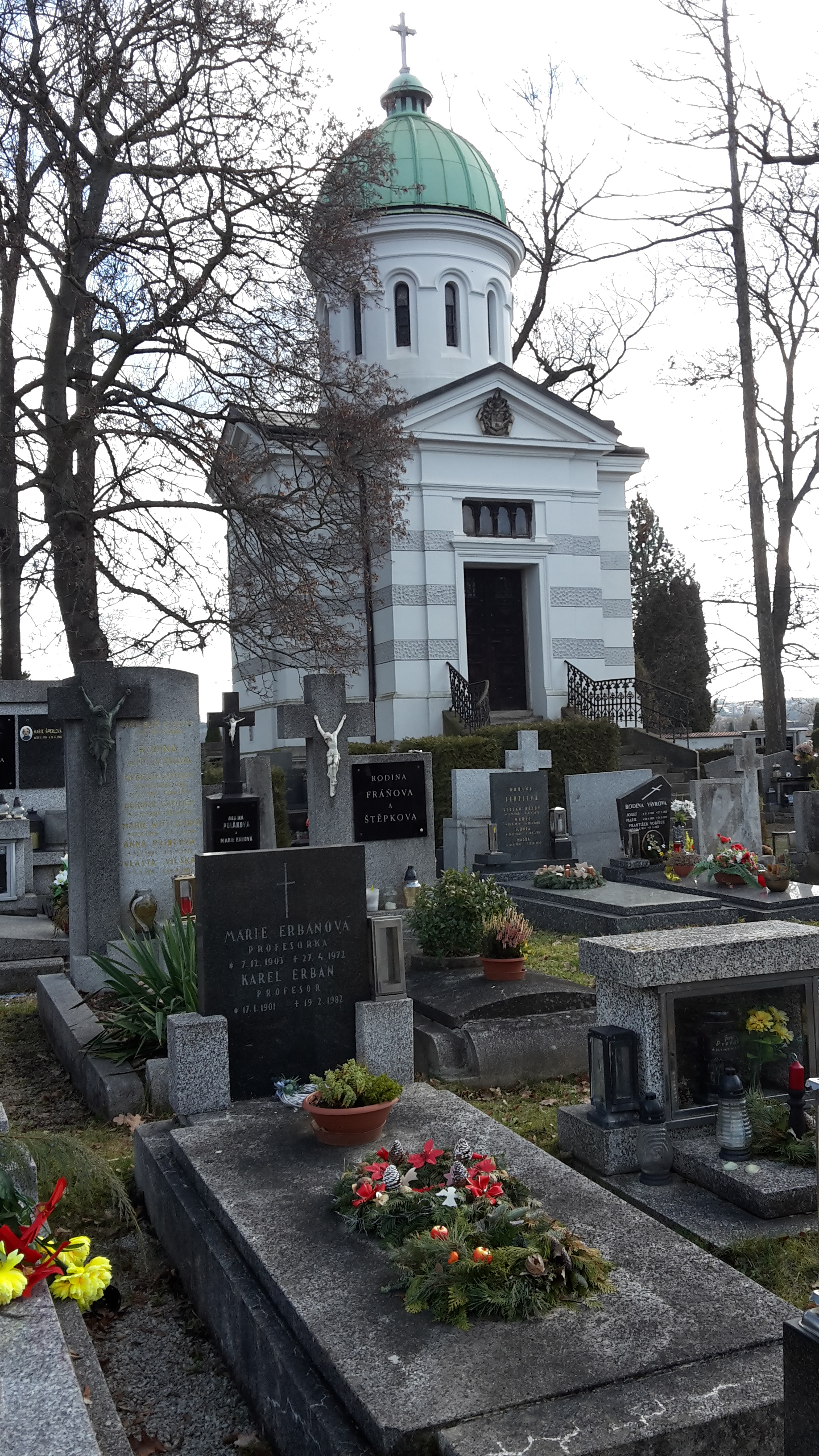
Могила Эрбана

Карел Эрбан опубликовал четыре сборника стихов и два университетских учебника. Он также публиковал литературные тексты в журналах (например, «Путешествие», «Современное обозрение», «Север и Восток», «Липа», «Лумир», «Горные источники», «Литературные перспективы», «Авентино» и другие). Его издательская деятельность в профессиональных журналах особенно богата (например, «Журнал современной филологии», «Чешский язык», «Наша речь», «Лидове новины», «Наше время» и т. д.).
С 1938 года Карел Эрбан был активным членом Общества славянского языка в Праге. Он сотрудничал с Педагогическим научно-исследовательским институтом в Праге по разработке экспериментальных учебных программ и учебников чешского языка для начальных школ, а также разработал несколько филологических лозунгов для Научной энциклопедии Отто. Он обратил особое внимание на работу Карла Вацлава Райса, а также опубликовал о Иосифе Кареле Шлейхар, Йозеф Шир и забытом поэте и уроженце Яне Косяна. Его сотрудничество с композитором Эмилем Аксманом, который успешно поставил многие свои стихи и опубликовал для хорового пения, было очень интенсивным. Наследие сохранило богатую переписку с выдающимися деятелями чешской культуры 1920-х и 1930-х годов (Якуб Демл, Эмиль Аксман, Отокар Фишер, Милош Дворак, Йозеф Кнап, Иржи Галлер и другие). Несколько написанных сборников стихов более поздних времён, которые были выпущены посмертно в 2000 году. В том же году отрывки из его стихов были опубликованы в сборнике Ивана Верниша «Солнце зашло за день, которого не было».